# Fosfonecrosis
Fosfonecrosis (formalmente fósforo necrosis de la mandíbula) es una enfermedad profesional de aquellos que trabajan con fósforo blanco, también conocido como fósforo amarillo, sin la debida protección. Se observó con mayor frecuencia en los trabajadores de la industria del fósforo durante los siglos XIX y principios del XX. Las modernas políticas de higiene en el trabajo han eliminado las prácticas de las condiciones de trabajo que causaron la enfermedad.

## Síntomas y tratamiento
Las personas con fosfonecrosis comenzarían a sufrir dolores de muelas e inflamación de las encías. Con el tiempo, el hueso de la mandíbula podría comenzar a mostrar un absceso. Los huesos afectados brillan de un color blanco-verdoso en la oscuridad. Esto también causa graves daños cerebrales. La extirpación quirúrgica de los huesos de la mandíbula afectada podría salvar al paciente, de lo contrario, ocurre la muerte por fallo orgánico. La enfermedad es muy dolorosa y desfigurante para el paciente, ya que el tejido óseo muere, pudriéndose.